# Odontocera compressipes
Odontocera compressipes är en skalbaggsart som beskrevs av White 1855. Odontocera compressipes ingår i släktet Odontocera och familjen långhorningar. Inga underarter finns listade i Catalogue of Life.